# Pteronarcys princeps
Pteronarcys princeps is een steenvlieg uit de familie Pteronarcyidae. De wetenschappelijke naam van de soort is voor het eerst geldig gepubliceerd in 1907 door Banks.
De soort komt voor in het westen van Noord-Amerika.